# (2340) Hathor
(2340) Hathor (1976 UA) – planetoida z grupy Atena okrążająca Słońce w ciągu 0,78 lat w średniej odległości 0,84 au. Odkryta 22 października 1976 roku.